# Vrpolje
Vrpolje är en kommun och ort i landskapet Slavonien i östra Kroatien. Kommunen har 3 521 invånare (2011) varav 1 759 invånare lever i tätorten. Administrativt hör kommunen till Brod-Posavinas län.

## Orter i kommunen
Vrpolje utgör huvudorten i kommunen med samma namn. Utöver tätorten ligger samhällena Čajkovci (639 invånare) och Stari Perkovci (1 123 invånare) i kommunen.

## Kända personligheter från Vrpolje
- Ivan Meštrović (1883-1962), skulptör